# Kartuzy
Kartuzy (en cachoube : Kartuzë, en allemand : Karthaus) est une ville de 15 000 habitants (chef-lieu du Powiat de Kartuzy) située à 32 km à l'ouest de Gdańsk, dans la Voïvodie de Poméranie, en Pologne.
La ville se trouve au centre de la Cachoubie ; depuis 1947 on peut y visiter un musée de cette région historique, qui présente une assez riche collection d’art populaire cachoube.

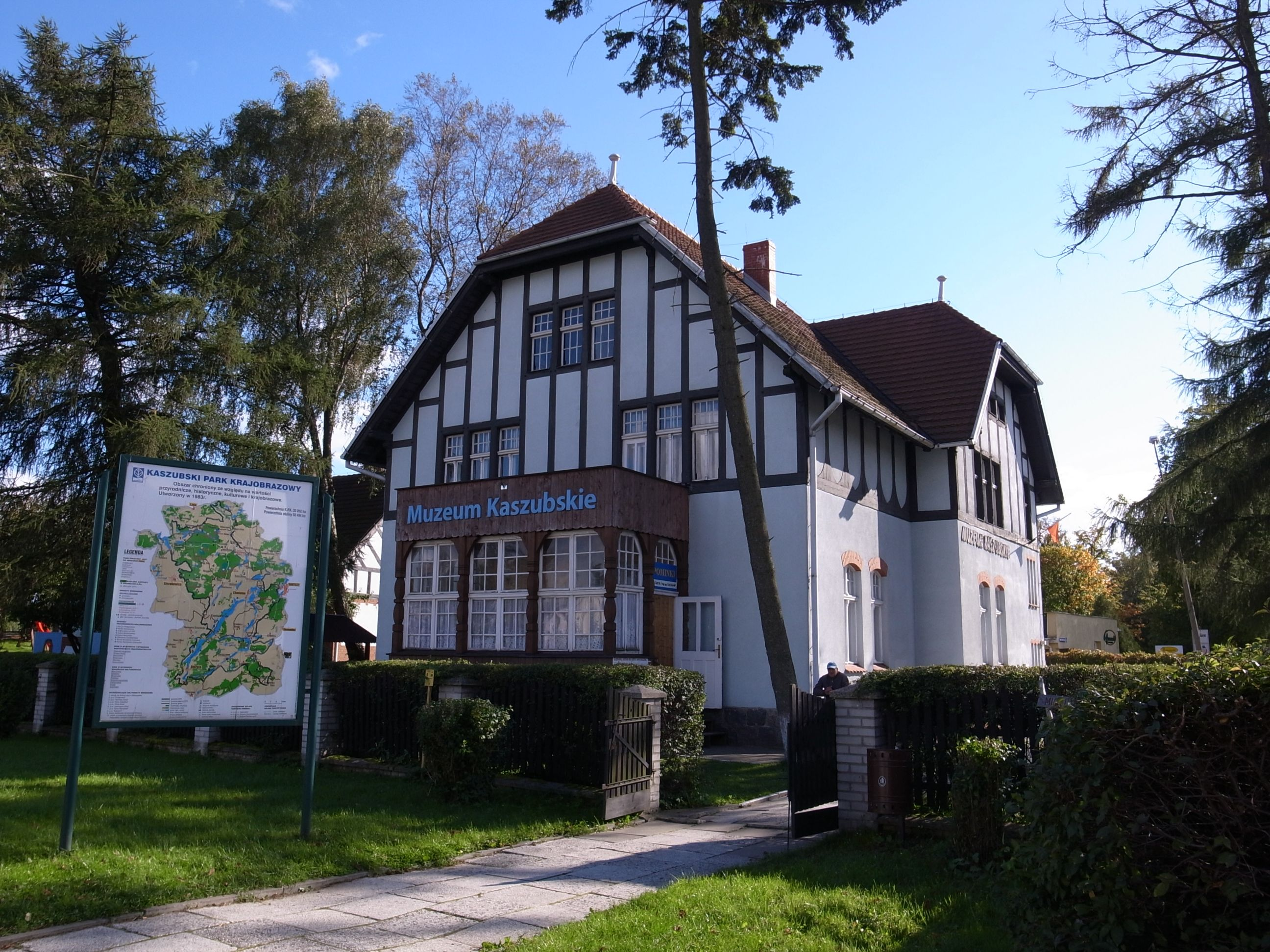
Musée de la Cachoubie de Kartuzy
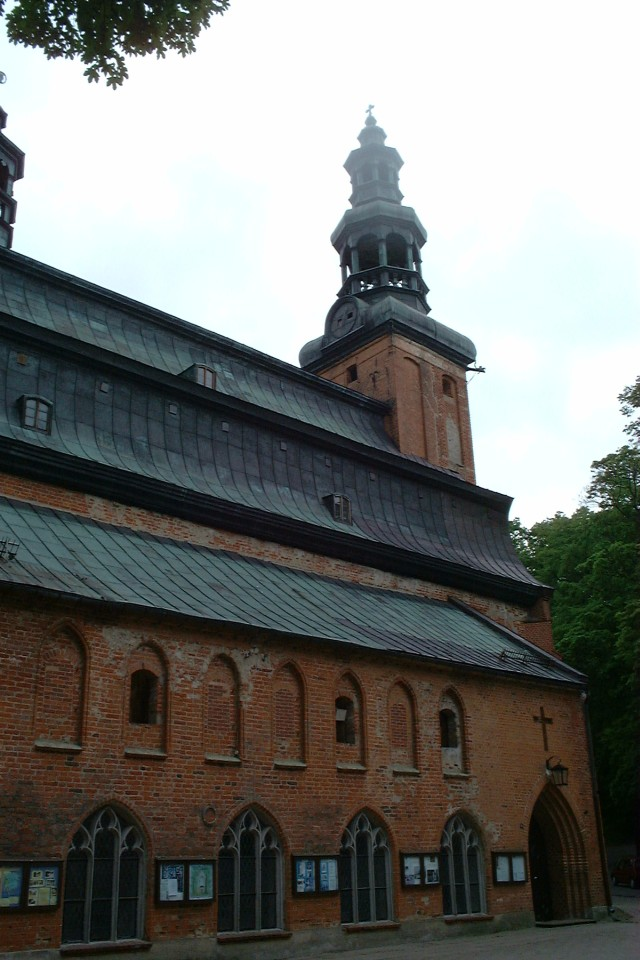
Église des Chartreux de Kartuzy

## Histoire et toponymie
Kartuz signifie Chartreux en polonais. La ville fut en effet fondée vers 1380 au sein de l’État monastique des chevaliers Teutoniques en tant que monastère par une communauté de moines chartreux venus du Royaume de Bohême. Cette nouvelle chartreuse de Paradisum Mariae fut rapidement dotée de grands domaines. Se trouvant dans les territoires dits de Prusse royale cédés à la Pologne en 1466 à la suite du traité de Torun, le monastère passa sous la couronne polonaise jusqu’au premier partage de la Pologne, en 1772. Le monastère fut finalement dissous en 1826 par les autorités prussiennes.
En outre, le Musée possède une précieuse collection de broderies Cachoubes de l’école de Żukowo.

## Personnalités
Andrzej Wroński (1965-), double champion olympique de lutte gréco-romaine.

## Jumelages
- Caissargues (France)
- Duderstadt (Allemagne)